# Versöhnungskirche (Aachen)

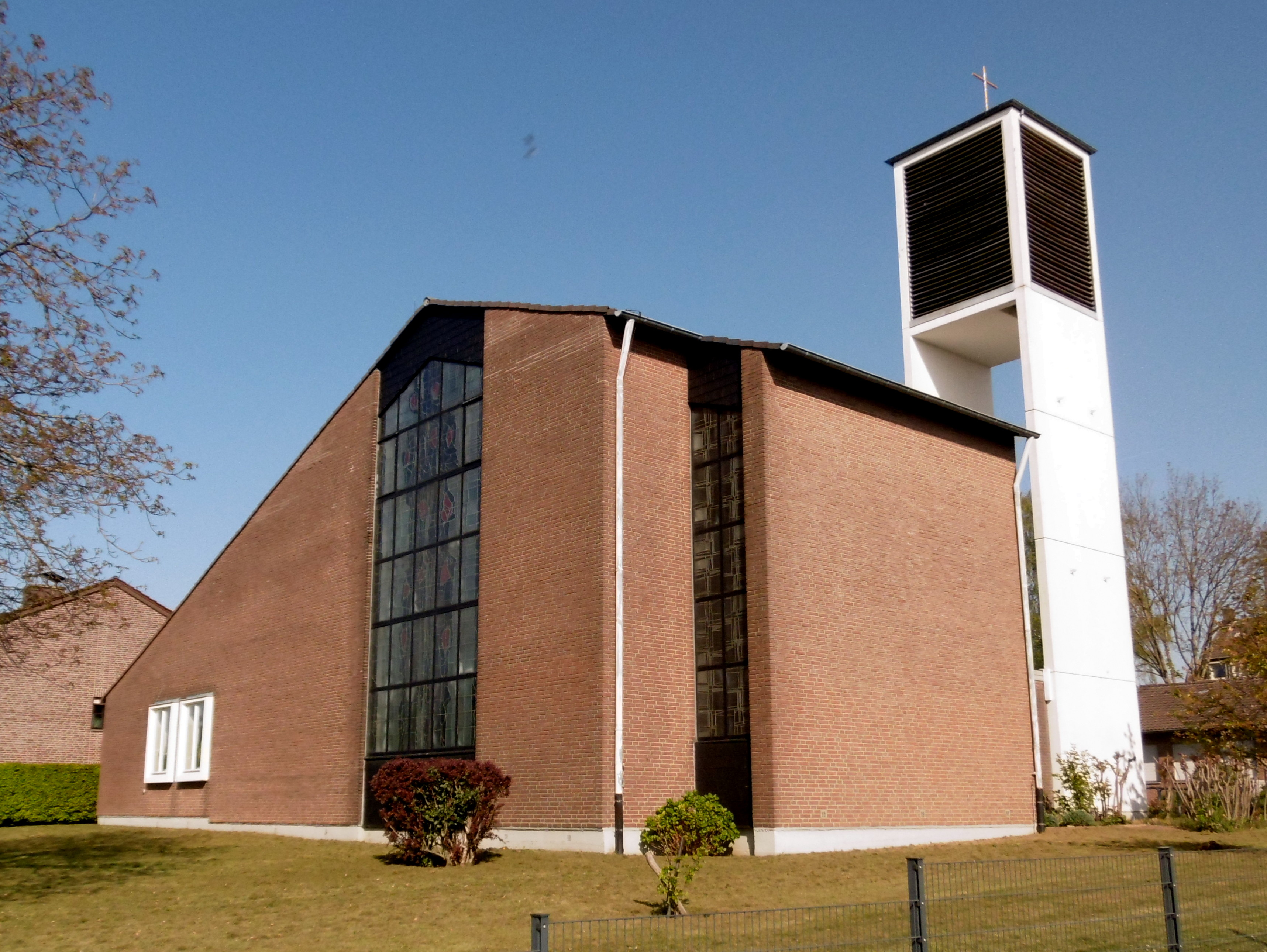
Evangelische Versöhnungskirche Aachen-Eilendorf

Die Versöhnungskirche ist eine evangelische Kirche in Aachen-Eilendorf. Sie bildet den Gemeindebezirk der Versöhnungskirche innerhalb der Evangelischen Kirchengemeinde Aachen, die zum Kirchenkreis Aachen der Evangelischen Kirche im Rheinland gehört.

## Geschichte
Die Grundsteinlegung erfolgte 1969, aufgrund der wachsenden Zahl an Mitgliedern. So bezeichnete Pfarrer Hans Freyberger (1943–2012) den Bau mit dem Satz: Die gute Finanzlage machte es möglich und die gestiegene Mitgliederzahl nötig. Die Kirche wurde nach den Plänen des Architekten Otto Gercke gebaut und am 23. Dezember 1971 eingeweiht. 1979 wurde die Evangelische Gemeinde in Stolberg ausgepfarrt. In diesem Jahr wurde auch ein integriertes Gemeindezentrum gegründet.
Seit 2009 gehört die Kirche zum 3. Pfarrbezirk Nord der Evangelischen Kirchengemeinde Aachen, zu dem seit 2004 eine pfarramtliche Verbindung bestand.

## Orgel

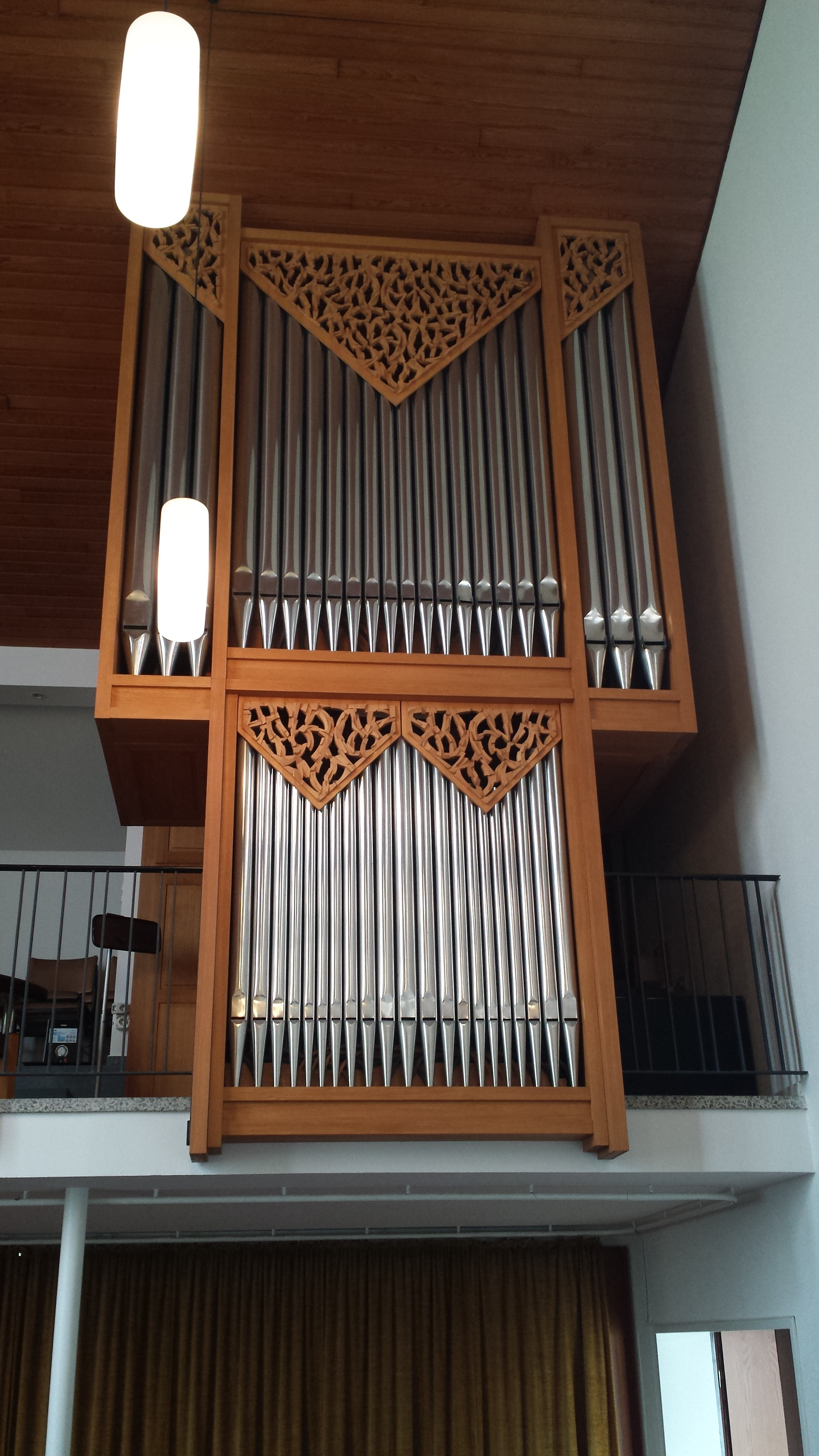
Orgel der Versöhnungskirche

1988 erhielt die Kirche eine neue Orgel. Das Instrument wurde von Orgelbau Schumacher aus Eupen erbaut und hat folgende Disposition:
| I Unterwerk |    |
| Gedackt     | 8′ |
| Offenflöte  | 4′ |
| Prinzipal   | 2′ |
| Zimbel III  |    |
| Kornett III |    |
| Tremulant   |    |

| II Hauptwerk   |    |
| Principal      | 8′ |
| Rohrflöte      | 8′ |
| Oktave         | 4′ |
| Koppelflöte    | 4′ |
| Sesquialter II |    |
| Mixtur III     |    |
| Krummhorn      | 8' |
| Tremulant      |    |

| Pedal      |     |
| Subbass    | 16′ |
| Ged-Bass   | 8′  |
| Choralbass | 4′  |
| Posaune    | 8'  |

- Koppeln: I/II, I/P, II/P